# African Patrol
African Patrol è una serie televisiva britannica in 39 episodi trasmessi per la prima volta nel corso di una sola stagione dal 1958 al 1959.
È una serie del genere poliziesco incentrata sui casi dell'ispettore Paul Derek della polizia del Kenya che indaga su vari crimini.

## Trama
La serie racconta le avventure dell'African Patrol, un'unità di agenti di polizia con sede a Nairobi. Paul Derek è un ispettore dell'unità i cui membri sono appositamente formati per indagare sui casi. Il loro numero di telefono è 1356.

## Personaggi e interpreti
- Ispettore Paul Derek (39 episodi, 1958-1959), interpretato da John Bentley.
- Alan Tarleton (5 episodi, 1958-1959), interpretato da Alan Tarlton.
- Landray (3 episodi, 1958-1959), interpretato da Peter Dyneley.
- Laurie (3 episodi, 1958), interpretata da Patricia English.
- Dottor Bruce Craig (3 episodi, 1958), interpretato da Peter Hobbes.
- Helen Gibson (2 episodi, 1958-1959), interpretata da Dorinda Stevens.
- Jim Stevens (2 episodi, 1958), interpretato da Kevin Miles.
- Philip Glynos (2 episodi, 1958-1959), interpretato da Raymond Young.
- Dottor Barclay (2 episodi, 1958), interpretato da Brian Epson.
- Carl (2 episodi, 1958), interpretato da Jasper Maskelyne.
- Capitano (2 episodi, 1958), interpretato da Hannington Wamala.
- Scienziato (2 episodi, 1958), interpretato da Frank Price.
- Isobel Thorne (2 episodi, 1958-1959), interpretato da Honor Blackman.

## Produzione
La serie, ideata da George Breakston, fu prodotta da Gross-Krasne Productions, Kenya Productions e girata in Kenya. Le musiche furono composte da Philip Green, Herschel Burke Gilbert, Hans J. Salter, Paul Sawtell e Bert Shefter. Il regista è George P. Breakston (39 episodi, 1958-1959).

## Distribuzione
La serie fu trasmessa nel Regno Unito dal 5 aprile 1958 al 22 marzo 1959 sulla rete televisiva Associated British Corporation. È stata distribuita anche negli Stati Uniti e in Finlandia (con il titolo African Patrol).

## Episodi
| Stagione       | Episodi | Prima TV Regno Unito |
| -------------- | ------- | -------------------- |
| Prima stagione | 39      | 1958-1959            |